# Katedra Niepokalanego Serca Najświętszej Marii Panny w Irkucku
Katedra Niepokalanego Serca Najświętszej Maryi Panny w Irkucku (ros. Собор Непорочного Сердца Божией Матери (Иркутск)) -  główna świątynia diecezji Świętego Józefa w Irkucku kościoła rzymskokatolickiego w Rosji - świątynia została zaprojektowana w 1999 roku. Projekt wykonano w 2000 roku. Konsekracja odbyła się 8 września 2000 roku. 

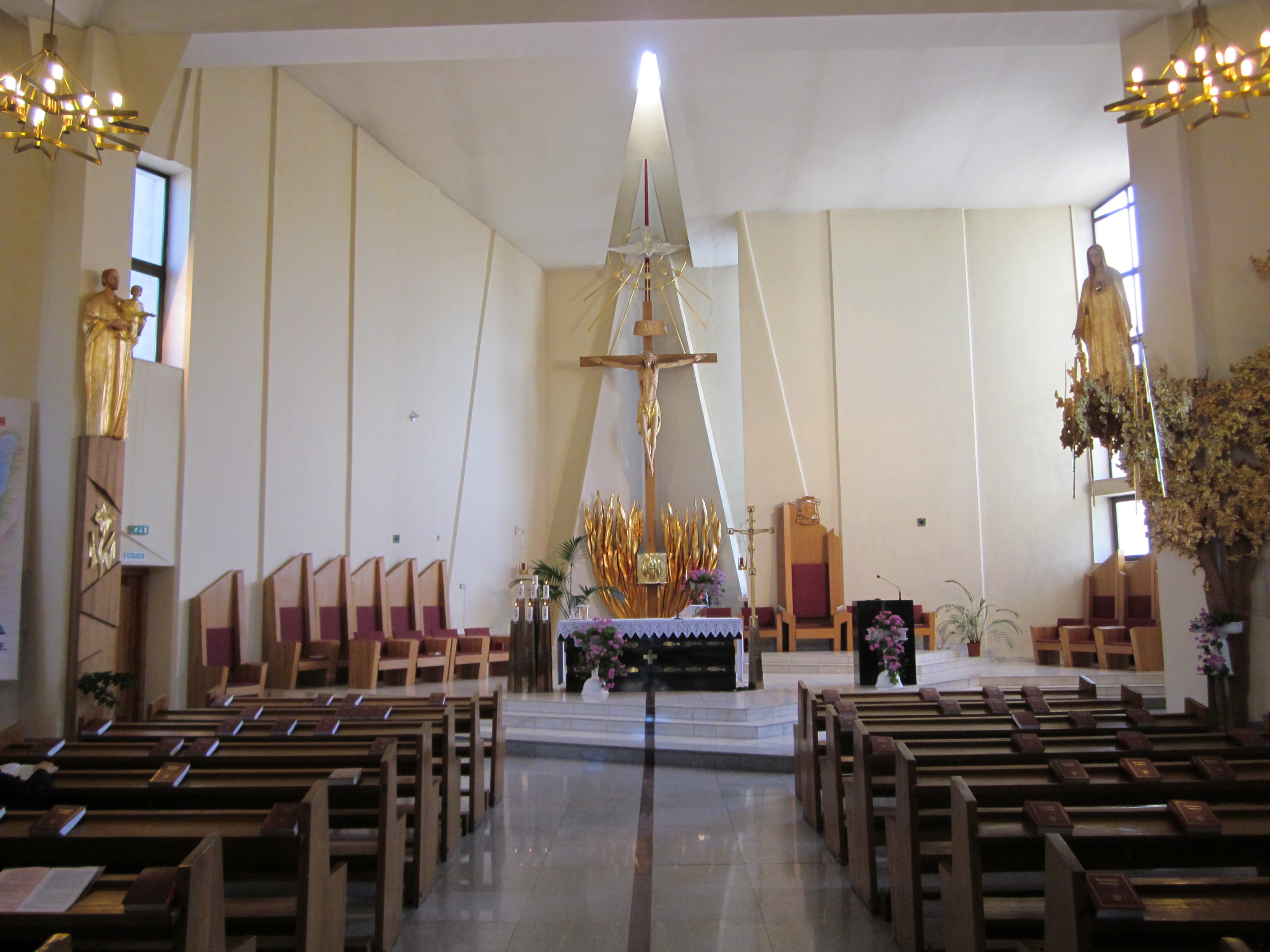
Wnętrze świątyni

Projektantami katedry są architekci: A. Chwalibóg, D. Łuniewski, J. Zalewska i M. Matyszczyk, autorem wnętrz i rzeźb jest profesor W. Kućma, projekt wykonawczy opracowali rosyjscy architekci W. Stiegajło i A. Baduła. Mieści się przy ulicy Gribojedowa.